# I'm Every Woman
I'm Every Woman è il primo singolo di Chaka Khan, pubblicato dalla Warner Bros. Records nel 1978.
È la prima registrazione di Chaka Khan al di fuori dal suo gruppo, i Rufus.
Il singolo ebbe un enorme successo quell'anno, raggiungendo la vetta della R&B Singles Char, e diventando il pezzo più significativo dell'intera carriera della Khan. 

## Versione di Whitney Houston
Whitney Houston registrò una cover di I'm Every Woman per la colonna sonora del film Guardia del corpo del 1992.
Il brano, coprodotto da Ashford e Simpson, venne pubblicato come singolo nel 1993 dalla Arista, secondo singolo estratto dall'album The Bodyguard: Original Soundtrack Album.
Il video musicale, diretto da Randee St. Nicholas, vede la Houston eseguire il brano, alternativamente ad alcune sequenze del film che mostravano la forte indipendenza della protagonista femminile della pellicola e delle donne in generale. Il video ha vinto il NAACP Image Award come "Outstanding Music Video", e la canzone ricevette una nomination ai Grammy Award nel 1994 come "miglior performance femminile R&B".

### Tracce
1. I'm Every Woman (Album Version)
2. I'm Every Woman (Radio Edit)
3. I'm Every Woman (Clivilles & Cole Mix)
4. I'm Every Woman (Club Mix)
5. I'm Every Woman (C&C Dub Mix)
6. I'm Every Woman (a cappella Mix)
7. I'm Every Woman (Every Woman's Beat Mix)

### Classifiche
| Classifica (1992-1993)             | Posizione massima |
| ---------------------------------- | ----------------- |
| Stati Uniti                        | 4                 |
| U.S. Billboard Hot Dance Club Play | 1                 |
| UK Singles Chart                   | 4                 |
| Sweden Top 60 Singles              | 7                 |
| Australian ARIA Singles Chart      | 11                |
| France Singles Chart               | 11                |
| German Singles Chart               | 13                |
| Swiss Chart                        | 18                |
| Austrian Chart                     | 19                |